# Општина Данеци (Долж)
Данеци (рум. Dăneţi) општина је у Румунији у округу Долж.
Oпштина се налази на надморској висини од 113 m.